# Nord LB Open 1999
Il Nord LB Open 1999 è stato un torneo di tennis facente parte della categoria ATP Challenger Series nell'ambito dell'ATP Challenger Series 1999. Il torneo si è giocato a Braunschweig in Germania dal 14 al 20 giugno 1999 su campi in terra rossa.

## Vincitori

### Singolare
Jens Knippschild ha battuto in finale  Franco Squillari con il punteggio di 7–5, 7–6

### Doppio
Albert Portas /  Germán Puentes-Alcaniz hanno battuto in finale  Tomás Carbonell /  Nebojša Đorđević con il punteggio di 6–4, 6–7, 6–3